# Onondaga
Onondaga város az USA New York államában, Onondaga megyében. Lakosainak száma 22 937 fő (2020. április 1.).

## Népesség
A település népességének változása:

| 2010 | 23 101 |
| 2020 | 22 937 |